# Кейсем, Кейси
Кемал Амин «Кейси» Кейсем (англ. Kemal Amin “Casey” Kasem, 27 апреля 1932 — 15 июня 2014) — американский радиоведущий и актёр. С 1970 до 2009 года вёл музыкальные радио хит-парады American Top 40, American Top 20 и American Top 10, которые стали стандартом радиочартов, а он сам «Королём чартов» («King of the Countdowns»). Удостоен персональной звезды на знаменитой Голливудской «Аллее славы» (1981) и включён в Национальный зал славы радио (1985). В 1997 году журнал Billboard наградил его своей первой премией Lifetime Achievement Award, а в 2003 году он стал первым лауреатом в категории «Radio Icon» на церемонии Radio Music Awards.

## Биография
Родился 27 апреля 1932 года в Детройте (штат Мичиган, США), имя при рождении Кемал Амин Кейсем (англ. Kemal Amin Kasem). Его родители-иммигранты по происхождению были ливанскими друзами.
Учился в Northwestern High School в Детройте и в Университете Уэйна (Детройт).
Во время службы в армии в Корее Кейси работал на военном радио (Armed Forces Radio Service). После увольнения в 1954 году, он работал в качестве диск-жокея в Детройте, Кливленде, Буффало, Сан-Франциско и Лос-Анджелесе.
Дважды женат: Линда Майерс (Linda Myers; первая жена в 1972—1979, трое детей) и Джин Кейсем (вторая жена в 1980—2014; один ребёнок). Дети от первого брака: сын Майк (Mike) и дочери Джулия (Julie) и Керри Кейсем (Kerri Kasem).
Кейсем был веганом.
Работал на ТВ и радиокомпаниях ABC, Westwood One и AMFM Radio Networks. В 1970—1988 и 1998—2009 Кейси вёл американский хит-парад — радиошоу American Top 40 (AT40), American Top 20 и American Top 10. В перерыве между контрактами (с января 1989 по март 1998) он был радиоведущим шоу-программ Casey’s Top 40, Casey’s Hot 20 и Casey’s Countdown у конкурирующего крупнейшего радиосиндиката Westwood One Radio Networks. Его передача стала синонимом стандарта формата радиочартов, а сам Кейси считался непререкаемым «Королём чартов» («King of the Countdowns»).
В 1964—2013 годах Кейсем принял участие примерно в сотне фильмов и телесериалов, но прежде всего известен своим «голосом» персонажа Шэгги Роджерса из известного мультсериала Скуби-Ду. Кроме того, часто играл самого себя (камео). В 1985 году Кейсем включён в Национальный зал славы радио (National Association of Broadcasters Hall of Fame).
В последние годы страдал болезнью Паркинсона. Умер в больнице Святого Антония в Гиг-Харборе, штат Вашингтон в окружении членов семьи и друзей.

## Фильмография
| Год            | Название                               | Роль                               | Примечание |
| -------------- | -------------------------------------- | ---------------------------------- | --- |
| 1967           | The Glory Stompers                     | Mouth                              | |
| 1968           | Garrison's Gorillas                    | Provost Marshall                   | Роль в эпизоде «The Death Sentence»                                                                            |
| 1968-1969      | The Batman/Superman Hour               | Robin / Dick Grayson               | озвучивание |
| 1969           | Wild Wheels                            | Knife                              | |
| 1969           | The Cycle Savages                      | Keeg’s Brother                     | |
| 1969-1971      | Skyhawks                               | Steve Wilson Joe Conway            | озвучивание |
| 1969-1971      | Hot Wheels                             | Tank Mallory Dexter Carter         | озвучивание |
| 1969-1971      | Cattanooga Cats                        | Groove                             | озвучивание |
| 1969-1971      | Скуби-Ду, Где ты!                      | Шэгги                              | озвучивание |
| 1970-1971      | Josie and the Pussycats                | Alexander Cabot III                | озвучивание |
| 1971           | Here Comes Peter Cottontail            | Peter Cottontail                   | Television special                                                                                             |
| 1971           | The Incredible 2-Headed Transplant     | Ken                                | Live-action |
| 1972           | Doomsday Machine                       | Mission Control Officer            | озвучивание |
| 1972           | Wait Till Your Father Gets Home        | George                             | озвучивание |
| 1972-1973      | The New Scooby-Doo Movies              | Шэгги Alexander Cabot III          | озвучивание |
| 1972-1973      | Josie and the Pussycats in Outer Space | Alexander Cabot III                | озвучивание |
| 1973-1986      | Super Friends in various titles        | Robin / Dick Grayson               | озвучивание |
| 1974           | The Dean Martin Celebrity Roast        | Adolf Hitler                       | Роль в эпизоде The Roast of Don Rickles                                                                        |
| 1974           | Hong Kong Phooey                       | Car Stealer Clown                  | Роль в эпизоде «TV or Not TV/Stop Horsing Around»                                                              |
| 1974           | Hawaii Five-O                          | Swift Freddie Dryden               | Роль в эпизодах «Steal Now — Pay Later», «Mother’s Deadly Helper»                                              |
| 1974           | Emergency +4                           | Additional Voices                  | озвучивание |
| 1974           | Ironside                               | Lab Technician Jim Crutcher        | Роль в эпизодах «Fall of an Angel», Episode «Setup: Danger!»                                                   |
| 1976-1977      | Dynomutt, Dog Wonder                   | Fishface Swamp Rat Shaggy Rogers   | озвучивание |
| 1976-1978      | The Scooby-Doo Show                    | Шэгги                              | озвучивание |
| 1977           | Police Story                           | Sobhe                              | Роль в эпизоде «Trial Board»                                                                                   |
| 1977           | Quincy, M.E.                           | Sy Wallace                         | Роль в эпизоде «An Unfriendly Radiance»                                                                        |
| 1977           | The Hardy Boys/Nancy Drew Mysteries    | Paul Hamilton                      | Роль в эпизодах «Mystery of the Hollywood Phantom, Part 1», Episode «Mystery of the Hollywood Phantom, Part 2» |
| 1977           | Switch                                 | Tony Brock                         | Роль в эпизоде «Fade Out»                                                                                      |
| 1977-1978      | What's New Mr. Magoo?                  | Waldo                              | озвучивание |
| 1977-1980      | Laff-A-Lympics                         | Шэгги                              | Эпизоды |
| 1978           | Ангелы Чарли                           | Tom Rogers                         | Роль в эпизоде «Winning Is for Losers»                                                                         |
| 1978           | Jana of the Jungle                     |                                    | озвучивание |
| 1978-1985      | Battle of the Planets                  | Mark                               | американская адаптация анимэ серии Science Ninja Team Gatchaman («Ken the Eagle»)                              |
| 1979-1980      | Скуби и Скрэппи-Ду                     | Шэгги                              | озвучивание |
| 1980-1982      | The Richie Rich-Scooby Doo Show        | Шэгги                              | озвучивание |
| 1982-1983      | The Scooby & Scrappy-Doo/Puppy Hour    | Шэгги                              | озвучивание |
| 1983-1984      | The All-New Scooby and Scrappy Doo     | Шэгги                              | озвучивание |
| 1984-1985      | The New Scooby-Doo Mysteries           | Шэгги                              | озвучивание |
| 1984-1986      | The Transformers                       | Cliffjumper Bluestreak Teletraan I | озвучивание |
| 1984           | Охотники за привидениями               | Камео                              | Live-action |
| 1985           | 13 призраков Скуби-Ду                  | Шэгги                              | озвучивание |
| 1988-1991      | A Pup Named Scooby-Doo                 | Шэгги Shaggy’s Father              | озвучивание |
| 1991           | Tiny Toons Adventures                  | Flakey Flakems                     | озвучивание |
| 1993           | 2 Stupid Dogs                          | Bill Barker                        | озвучивание |
| 1994           | Captain Planet and the Planeteers      | Lexo Starbuck                      | озвучивание |
| 1996           | Homeboys in Outer Space                | Spacy Kasem                        | Роль в эпизоде «Loquatia Unplugged or, Come Back, Little Cyber»                                                |
| 1997           | Джонни Браво                           | Шэгги                              | озвучивание |
| 2000           | Histeria!                              | Calgary Kasem                      | озвучивание |
| 2002-2006      | Что новенького, Скуби-Ду?              | Shaggy Rogers                      | |
| 2003           | Blue's Clues                           | Radio                              | озвучивание |
| 2006-2008      | Shaggy & Scooby-Doo Get a Clue!        | Uncle Albert                       | озвучивание |
| 2010-2011 2013 | Скуби-Ду: Мистическая корпорация       | Colton Rogers                      | озвучивание |